# Clarence Wiseman
Clarence Dexter Wiseman, född 19 juni 1907, död 4 maj 1985, var Frälsningsarméns 10:e general (internationelle ledare) 1974-1977.